# RC-цепь
RC-цепь — электрическая цепь, состоящая из конденсатора и резистора. Её можно рассматривать как делитель напряжения с одним из элементов, обладающих ёмкостным сопротивлением.

## Интегрирующая RC-цепь
Если входной сигнал подаётся к {\displaystyle V_{in}}, а выходной снимается с {\displaystyle V_{c}} (см. рисунок), то такая цепь называется цепью интегрирующего типа.
Реакция цепи интегрирующего типа на единичное ступенчатое воздействие с амплитудой {\displaystyle V} определяется следующей формулой:
{\displaystyle \!V_{c}(t)=V_{0}\left(1-e^{-t/RC}\right).}
Таким образом, постоянная времени {\displaystyle \tau } этого апериодического процесса будет равна:
{\displaystyle \tau =RC.}
Интегрирующие цепи пропускают постоянную составляющую сигнала, блокируя высокие частоты, то есть являются фильтрами нижних частот (ФНЧ). При этом чем больше постоянная времени {\displaystyle \tau }, тем ниже частота среза ФНЧ. Это свойство используется во вторичных источниках питания в которых необходимо отфильтровать переменную составляющую пульсирующего напряжения после выпрямителя сетевого напряжения. 
Интегрирующими свойствами обладает кабель из пары проводов, если волновое сопротивление кабеля много меньше внутреннего сопротивления источника сигнала (несогласованная нагрузка), поскольку любой провод имеет активное сопротивление, а пара идущих рядом проводов ещё и образуют конденсатор. При прохождении сигналов по такому кабелю, их высокочастотная составляющая может теряться, причём тем сильнее, чем больше длина кабеля.

### Применения
- Простой интегратор
- Фазосдвигающая цепь
- Преобразователь широтно-импульсно модулированного (ШИМ) сигнала в аналоговый сигнал
- Фильтр нижних частот
- Линии задержки сигналов[источник не указан 3601 день]
- Формирование кратковременного уровня логического 0 или логической 1 для начальной установки состояния узлов цифровой техники (триггеров, счётчиков и т. д.) при включении питания.

## Дифференцирующая RC-цепь
Дифференцирующая RC-цепь образуется, если поменять местами резистор R и конденсатор С в интегрирующей цепи. При этом входной сигнал подаётся на конденсатор, а выходной сигнал снимается с резистора. Для постоянного напряжения конденсатор представляет собой разрыв цепи, то есть постоянная составляющая сигнала в цепи дифференцирующего типа будет блокирована. Такие цепи являются фильтрами верхних частот. И частота среза в них определяется той же постоянной времени {\displaystyle \tau }. Чем больше {\displaystyle \tau }, тем ниже частота, которая может быть без существенного ослабления пропущена через цепь.
Дифференцирующие цепи имеют ещё одну особенность. На выходе такой цепи один сигнал преобразуется в два последовательных скачка напряжения вверх и вниз относительно базового уровня с амплитудой, равной входному напряжению, если постоянная времени цепи мала. Базовый уровень задаётся либо положительным выводом источника питания, либо «землей», в зависимости от того, куда подключён резистор. Когда резистор подключён к источнику, амплитуда положительного выходного импульса будет в два раза выше напряжения питания. Этим пользуются для умножения напряжения, а также, в случае подключения резистора к «земле», для формирования двуполярного напряжения из имеющегося однополярного питания.

### Применение
- Фильтр верхних частот